# Telemofila samosirensis
Espèce
Telemofila samosirensis est une espèce d'araignées aranéomorphes de la famille des Telemidae.

## Distribution
Cette espèce est endémique de Sumatra en Indonésie.

## Étymologie
Son nom d'espèce, composé de samosir et du suffixe latin -ensis, « qui vit dans, qui habite », lui a été donné en référence au lieu de sa découverte, la presqu'île de Samosir.

## Publication originale
- Wunderlich, 1995 : Beschreibung bisher unbekannter Spinnenarten und -Gattungen aus Malaysia und Indonesien (Arachnida: Araneae: Oonopidae, Tetrablemmidae, Telemidae, Pholcidae, Linyphiidae, Nesticidae, Theridiidae und Dictynidae). Beiträge zur Araneologie, vol. 4, p. 559-579.